# Wróblewo (powiat mławski)
Wróblewo – wieś sołecka w Polsce położona w województwie mazowieckim, w powiecie mławskim, w gminie Radzanów.
| SIMC    | Nazwa           | Rodzaj    |
| ------- | --------------- | --------- |
| 0124370 | Wróblewo-Budy   | część wsi |
| 0124386 | Wróblewo-Tartak | część wsi |

Wierni Kościoła rzymskokatolickiego należą do parafii św. Rocha w Radzanowie.
W latach 1975–1998 miejscowość należała administracyjnie do województwa ciechanowskiego. Wróblewo posiada własną jednostkę Ochotniczej Straży Pożarnej, Szkołę Podstawową im.Stefana Wyszyńskiego oraz ośrodek rekreacyjno-sportowy rozlegający się na 3ha na którego terenie są 2 boiska do gry, plac zabaw dla dzieci, stanowiska dla wędkarzy, plaża oraz piękny stwa. Wieś ta jest dość rozbudowana, liczba mieszkańców przekracza 200 osób łącznie z ludnością zamieszkującą kolonie tj. Tartak Wróblewo oraz Budy Wróblewskie. Miejscowość położona jest na wzniesieniach Mławskich 24 km od trasy E7.